# Nemescsó
Nemescsó è un comune dell'Ungheria di 314 abitanti (dati 2001). È situato nella contea di Vas.